# Фирзен (район)
Фирзен (нем. Viersen) — район в Германии. Центр района — город Фирзен. Район входит в землю Северный Рейн-Вестфалия. Подчинён административному округу Дюссельдорф. Занимает площадь 563 км². Население — 301,2 тыс. чел. (2010). Плотность населения — 535 человек/км².
Официальный код района — 05 1 66.
Район подразделяется на 9 общин.

## Города и общины
1. Фирзен (75 421)
2. Виллих (51 963)
3. Неттеталь (41 894)
4. Кемпен (35 963)
5. Тёнисфорст (29 868)
6. Швальмталь (19 033)
7. Брюгген (15 990)
8. Грефрат (15 625)
9. Нидеркрюхтен (15 421)

(30 июня 2010)